# Затока Біскочі
Beaskochea Bay (65°30′ пд. ш. 64°0′ зх. д. / 65.500° пд. ш. 64.000° зх. д.) — бухта, 10 міль завдовжки та 5 міль завширшки, на Узбережжі Грейама, Земля Грейама, Антарктида, між півостровом Київ і півострівом Барісон, і входив на південь від мису Перес. Льодовики Левер та інші живлять затоку.
Він був відкритий, але не повністю визначений Бельгійською антарктичною експедицією, 1897–99; був повторно помічений Французькою антарктичною експедицією, 1903–05 і названий Жаном-Батистом Шарко командувачем Баскочеа ВМС Аргентини. Пізніше Британська наземна експедиція Грема, 1934–1937 років, була точніша карта затоки.

## Карти
- Антарктична цифрова база даних (ADD). Топографічна карта Антарктиди масштабу 1:250000. Науковий комітет з антарктичних досліджень (SCAR). З 1993 року регулярно модернізується і оновлюється.